# Hofanlage Moordorfer Damm 6
Die Hofanlage Moordorfer Damm 6 in Elsfleth-Moorriem/Moordorf stammt aus dem 18. und dem frühen 20. Jahrhundert.

Aktuell (2023) wird sie als Wohnhaus und wohl landwirtschaftlich genutzt.
Die Gebäude stehen unter Denkmalschutz (siehe auch Liste der Baudenkmale in Elsfleth).

## Geschichte
Die Hofanlage mit einem großen baumbestandenen Garten besteht aus
- dem eingeschossigen giebelständigen Wohn- und Wirtschaftsgebäude aus dem späten 18. Jahrhundert als Zweiständer-Hallenhaus in Fachwerk mit Steinausfachungen, mit auf profilierten Knaggen vorkragendem Krüppelwalmdach und Niedersachsengiebeln sowie der Grooten Door; Wirtschaftsgiebel im späten 19. Jh. erneuert,[2]
- der eingeschossigen giebelständigen Scheune von um 1800 mit in überwiegend verbohltem Fachwerk und Ankerbalkenkonstruktion, mit Walmdach, Niedersachsengiebeln und Querdurchfahrt,[3]
- dem eingeschossigen traufständigen östlichen Backhaus von um 1900 in Backstein mit Satteldach sowie mit neuerem Garagentor[4]
- sowie weiteren nicht denkmalgeschützten Nebenanlagen.

Das Landesdenkmalamt befand: „… geschichtliche Bedeutung … als beispielhafte Hofanlage des späten 18. bis frühen 20. Jhs.“